# Pazu balli
Pazu balli är en insektsart som beskrevs av Beamer 1936. Pazu balli ingår i släktet Pazu och familjen dvärgstritar. Inga underarter finns listade i Catalogue of Life.